# The Restless Spirit
The Restless Spirit é um curto filme mudo norte-americano de 1913, do gênero drama, escrito e dirigido por Allan Dwan e estrelado por J. Warren Kerrigan e Pauline Bush. Lon Chaney também aparece em um papel no elenco não creditado. O filme foi baseado no poema de 1971 de Thomas Gray, Elegy Written in a Country Churchyard. O filme é agora considerado perdido. Uma cópia de The Restless Spirit ainda foi descoberto nos pertences do irmão mais novo de Lon Chaney.